# Aleksiej Suetin
Aleksiej Stiepanowicz Suetin (ros. Алексей Степанович Суэтин, ur. 16 listopada 1926 w Zinowjewsku, zm. 10 września 2001 w Moskwie) – rosyjski szachista i teoretyk, arcymistrz od 1965 roku.

## Kariera szachowa
W latach 50. i 60. wielokrotnie uczestniczył w finałach mistrzostw Związku Radzieckiego, dwukrotnie (1963, 1965) zajmując IV miejsca. W 1955 r. wystąpił w reprezentacji ZSRR w rozegranych w Lyonie drużynowych mistrzostwach świata studentów, zdobywając dwa złote medale (wspólnie z drużyną oraz za indywidualny wynik na IV szachownicy). Uczestniczył w wielu międzynarodowych turniejach, zwyciężając bądź dzieląc I miejsca m.in. w Sarajewie (1965, turniej Bosna), Kopenhadze (1965), Užicach (1966), Hastings (1967/68), Hawanie (1969, memoriał Jose Raula Capablanki), Albenie (1970), Kecskemet (1972), Lublinie (1976) oraz Dubnej (1979). W 1974 r. wystąpił w memoriale Akiby Rubinsteina w Polanicy-Zdroju, zajmując III miejsce. W 1996 r. zwyciężył w mistrzostwach świata „weteranów” (zawodników powyżej 60. roku życia).
Najwyższy ranking w karierze osiągnął 1 lipca 1971 r., z wynikiem 2560 punktów dzielił wówczas 28-31. miejsce na światowej liście FIDE.
Suetin był autorem książek i artykułów poświęconych teorii debiutów oraz grze środkowej. Wiele z jego wydawnictw zostało przetłumaczonych na język angielski i niemiecki, jak również na polski.

## Życie prywatne
Aleksiej Suetin był mężem rosyjskiej arcymistrzyni Kiry Zworykiny.

## Wybrane publikacje
- Schachlehrbuch für Fortgeschrittene, 1975, Sportverlag Berlin
- Typische Fehler, 1980, Sportverlag Berlin
- Caro-Kann bis Aljechin-Verteidigung, 1983, Sportverlag Berlin
- Schachstrategie der Weltmeister, 1983, Sportverlag Berlin
- Erfolgreich eröffnen, 1987, Sportverlag Berlin
- Das Schachgenie Paul Keres, 1987, Sportverlag Berlin
- Schachtraining, 1988, Sportverlag Berlin
- Das Schachgenie Botwinnik, 1990, Sportverlag Berlin
- Angreifen mit Wolga-Gambit, 1990, Sportverlag Berlin
- Stunde der Sekundanten, 1995, Verlag Bock und Kübler, Berlin
- David Bronstein, 1996, Verlag Bock und Kübler, Berlin